# Josep Manuel Benedicto
Josep Manuel Benedicto   (Barcelona, 1895 - Barcelona, 1964) va ser un escultor català.

## Biografia

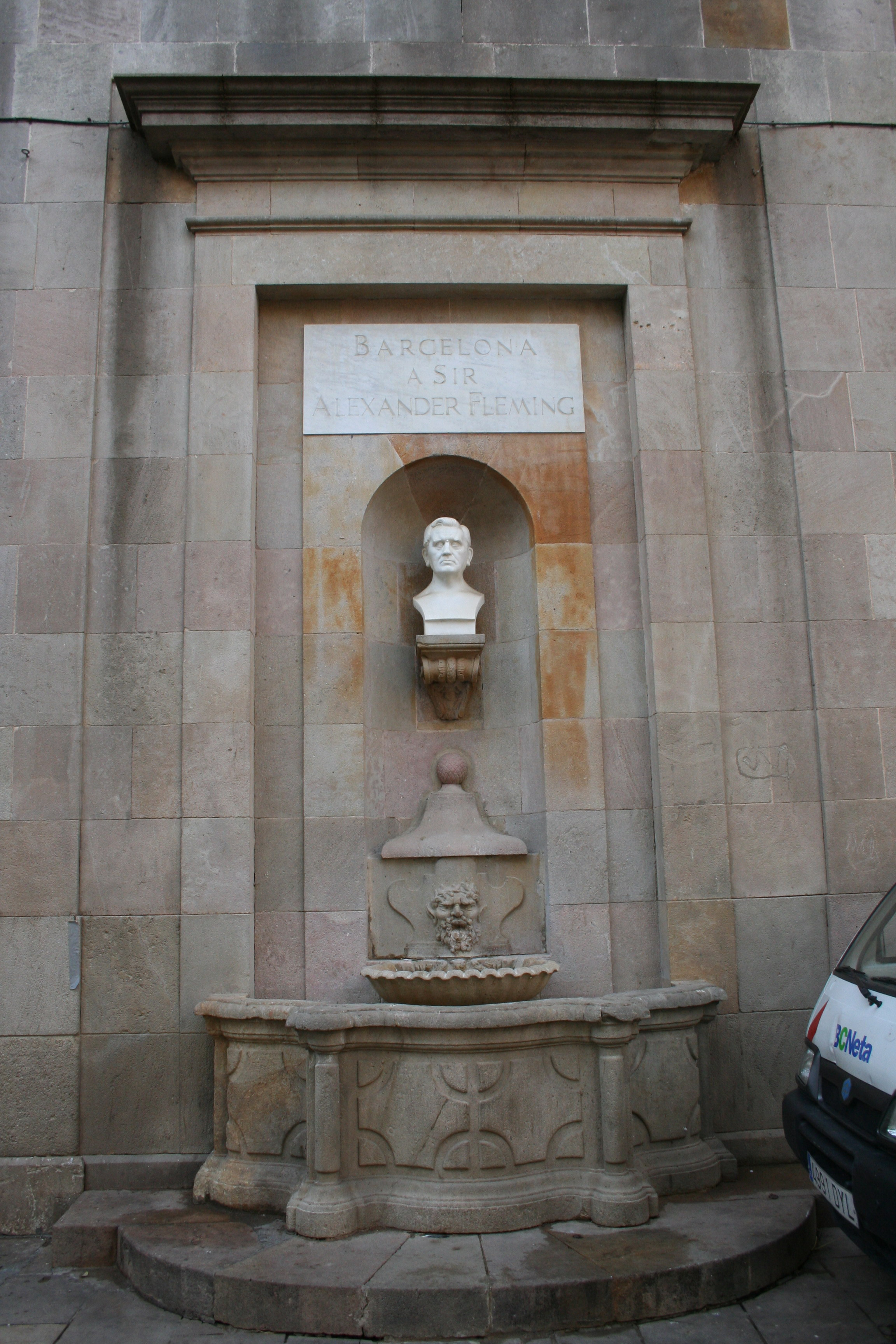
monument a Fleming

Va ser deixeble de Manuel Fuxà, Antoni Alsina i Antoni Parera. D'estil classicista, va efectuar diverses obres d'art públic a Barcelona:
- Font del nen pescador (1947), en avinguda Diagonal amb Casanova, una obra en bronze que representa un nen que ha agafat un peix, el qual sosté amb una mà mentre que amb l'altra fa el senyal de victòria.[1]
- Font de Blancaneu (1947), en la plaça Gal·la Placidia, com l'anterior realitzada en bronze i inaugurada el mateix dia, amb la figura del popular personatge infantil creat pels germans Grimm, acompanyada d'un cervatell.[2][3]
- Joventut (1952), en la plaça Francesc Macià, un nu femení elaborat en marbre en el context de la celebració del Congrés Eucarístic Internacional de 1952.[4]
- A Alexander Fleming (1955), als Jardins del Doctor Fleming, al costat de l'Hospital de la Santa Creu, un bust en marbre del descobridor de la penicil·lina, situat sobre una font.[5]